# Muzeum Kościuszkowskie w Krakowie
Muzeum Kościuszkowskie – placówka muzealna przy Kopcu Kościuszki w Krakowie, mieszcząca się w Forcie nr 2 „Kościuszko”. Stała wystawa nosi tytuł „Insurekcja i Tradycje Kościuszkowskie w Krakowie” i składa się z dwóch działów:
- Dział 1: Dzieje życia Tadeusza Kościuszki, od jego narodzin po śmierć (1746-1817)
  - narodziny w Mereczowszczyźnie (1746)
  - wojna amerykańska (1777-1785)
  - wojna polsko-rosyjska
  - konstytucja 3 Maja (1791)
  - Insurekcja (1794)
  - okres niewoli rosyjskiej (1794-1796)
  - pobyt w Londynie (1797)
  - pobyt we Francji (do 1814)
  - pobyt w Szwajcarii, śmierć (1815-1817)
- Dział 2: Tradycje kościuszkowskie w Polsce i Krakowie
  - pogrzeb Tadeusza Kościuszki w 1818 roku w Krakowie
  - budowa Kopca Kościuszki (1820-1823)
  - wydarzenia na Kopcu Kościuszki w XIX i XX wieku
  - odbudowa Kopca (1997-2002)

## Nowe Muzeum od 2014
Obecnie trwają prace nad rozbudową i reorganizacją muzeum oraz jego interaktywnością i multimedialnością na wzór najlepszych muzeów europejskich. Według planów, odnowione muzeum ma być otwarte w 2014 roku, a zawierać ma m.in. takie elementy jak: 
- interaktywny dworek na Mereczowszczyźnie na Polesiu, w którym 4 lutego 1746 urodził się Kościuszko,
- interaktywne poznanie pierwszej miłości Kościuszki,
- interaktywny statek, którym Kościuszko odbył pełną niebezpieczeństw podróż do Ameryki,
- turyści znajdą się też w Filadelfii, gdzie Kościuszko budował fortyfikacje,
- interaktywna cela więzienna w Petersburgu, do której wtrącono Kościuszkę.

Muzeum będzie jednym z elementów powstającego przy kopcu Kościuszkowskiego Centrum Konferencyjno-Wystawienniczego. Na poszerzenie muzeum zaplanowano część fortu nazywaną kurtyną.